# Pedro Delgado
Pedro Delgado Robledo znany też jako Perico (ur. 15 kwietnia 1960 w Segowii) hiszpański kolarz szosowy. Okres jego zawodowej kariery sportowej przypada na lata 1982–1994.
Jednym z pierwszych dużych sukcesów było zwycięstwo w 1. edycji wyścigu Vuelta a Murcia w 1981 roku. Następnie Delgado wygrał w latach 1985 i 1989 wyścig Vuelta a España oraz w roku 1988 Tour de France. Na jego zwycięstwie w Tourze leży jednak cień afery dopingowej: dowiedziono mu już jako posiadaczowi żółtej koszulki branie środka wspomagającego, będącego jednocześnie lekiem przeciwreumatycznym, o nazwie Probenecyd, który maskuje używanie anabolików. Sam kolarz przyznał się do jego stosowania, z uwagi na jego właściwości oczyszczające organizm i wspomagające nerki w wydalaniu kwasu moczowego. Ponieważ jednak środek ten widniał tylko na liście zabronionych środków MKOlu, a na liście UCI jeszcze nie, Delgado mógł ukończyć wyścig, nie został zdyskwalifikowany i był dzięki temu pierwszym hiszpańskim kolarzem na najwyższym podium TdF od czasów Luisa Ocany (1973). Ponadto, ponowny test nie wykazał obecności żadnych zakazanych substancji. Probenecid został wciągnięty na listę zakazanych środków przez UCI osiem dni po tych wydarzeniach. Przypadek Delgado sprawił też, że zaostrzono przepisy antydopingowe we francuskim wyścigu.

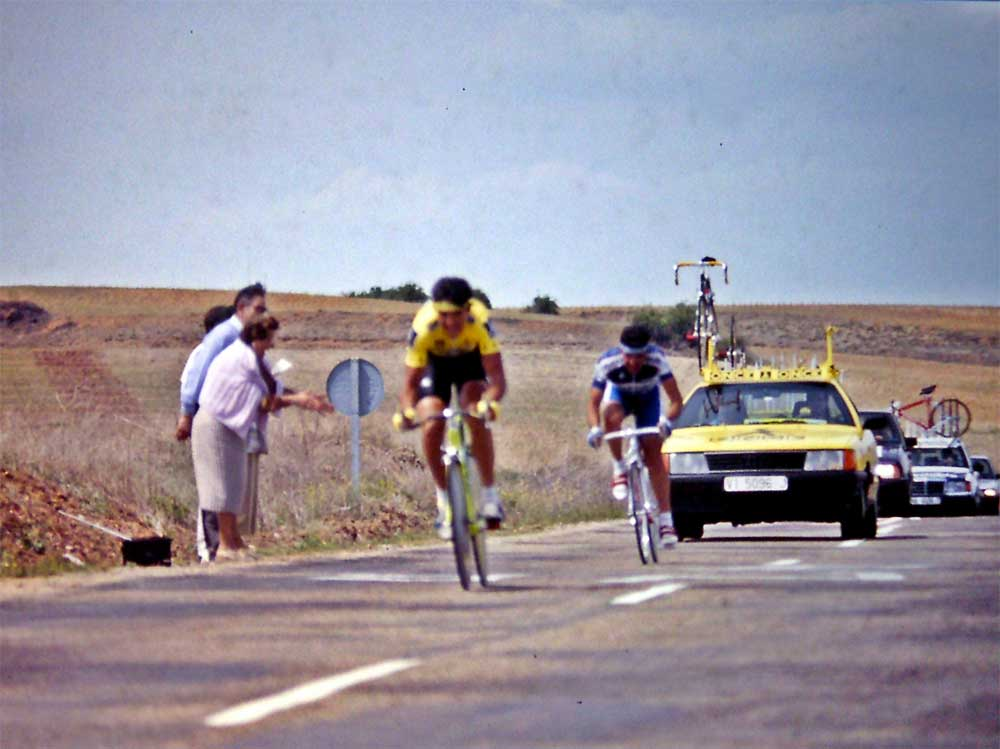
Pedro Delgado podczas Vuelty 1989

Rok później (1989), podczas prologu w Luksemburgu Delgado spóźnił się na start o ponad dwie i pół minuty. Po trzech tygodniach, na koniec wyścigu był mimo to trzeci w klasyfikacji generalnej zaraz za Gregiem LeMondem i Laurentem Fignonem, między którymi różnica wynosiła zaledwie 8 sekund. W kolejnych latach również zajmował czołowe miejsca w tym wyścigu - był 4. (1990), 9. (1991), 6. (1992) i ponownie 9. (1993). Łącznie wygrał 4 etapy w Tour de France i 5 we Vuelta a Espana.
Aktualnie zajmuje się między innymi komentowaniem dużych imprez kolarskich dla hiszpańskiej telewizji.